# برده ریتم
«برده ریتم» تک‌آهنگی از خواننده اهل جامائیکا گریس جونز است که در سال ۱۹۸۵ میلادی منتشر شد.